# Helioscirtus ebneri
Helioscirtus ebneri är en insektsart som beskrevs av Bodenheimer 1935. Helioscirtus ebneri ingår i släktet Helioscirtus och familjen gräshoppor. Inga underarter finns listade i Catalogue of Life.